# Saintry-sur-Seine
Saintry-sur-Seine är en kommun i departementet Essonne i regionen Île-de-France i norra Frankrike. Kommunen ligger i kantonen Saint-Germain-lès-Corbeil som tillhör arrondissementet Évry. År 2022 hade Saintry-sur-Seine 5 853 invånare.

## Befolkningsutveckling
Antalet invånare i kommunen Saintry-sur-Seine
| Referens: INSEE |